# Franz Kröwerath
Franz Kröwerath (født 30. juni 1880, død 25. december 1945) var en tysk roer, der deltog i OL 1900 i Paris.
Ved OL stillede Kröwerath op i firer med styrmand for Ludwigshafener Ruder Verein. Firer med styrmand blev den mest kontroversielle i den olympiske historie, hvor der blev gennemført to finaler med firer med styrmand, som begge af IOC er erklæret som officielle og der derfor er dobbelte medaljevindere i konkurrencen. 
Ludwigshafen-båden vandt sit heat i indledende runde, og besætningen bestod foruden Kröwerath, der var bådens styrmand, af Otto Fickeisen, Ernst Felle, Carl Lehle og Hermann Wilker. De kom i den anden finale sammen med de to øvrige heatvindere, en hollandsk båd fra Minerva, Amsterdam, og endnu en tysk båd fra Germania i Hamburg. Her var Germania-båden klart hurtigst og vandt med fire sekunder ned til Minerva-båden, mens båden fra Ludwigshafen var yderligere to sekunder bagud.

## OL-medaljer
- 1900:  Bronze i firer med styrmand